# Dicranum jashii
Dicranum jashii är en bladmossart som beskrevs av Thériot in Naveau 1927. Dicranum jashii ingår i släktet kvastmossor, och familjen Dicranaceae. Inga underarter finns listade i Catalogue of Life.